# NGC 592
NGC 592 is een H-II-gebied gelegen in de Driehoeknevel in het sterrenbeeld Driehoek. Het hemelobject ligt 3 miljoen lichtjaar van de Aarde verwijderd en werd op 2 oktober 1861 ontdekt door de Duits-Deense astronoom Heinrich Louis d'Arrest.